# Astrid Ljungström
Astrid Hulda Viola Ljungström, född Hansson den 15 december 1905 i Göteborg, död 22 april 1987 i Stockholm, var en svensk journalist som skrev under signaturen Attis. Hon var en av Sveriges första kvinnliga stjärnreportrar med krigs- och utrikesrapportering som specialitet.

## Biografi
Astrid Ljungström växte upp på morföräldrarnas gård i bohuslänsk jordbruksmiljö, senare gick hon i flickskola i Göteborg. År 1925 gifte hon sig med Einar Ljungström, sjökapten i flottans reserv och fänrik i flygvapnet, och de bosatte sig på Kungsholmen i Stockholm. Redan två år senare omkom dock Einar Ljungström i en flygolycka. Efter makens död reste Astrid Ljungström till Paris för att studera konst, men avbröt studierna för arbete vid Svensk-Amerikanska Nyhetsbyrån i Stockholm 1928-1931. År 1931 åkte hon ut i Europa igen, denna gång för fortsatta konststudier vid universiteten i Jena, München och Wien. På grund av den tilltagande politiska oron i Europa återkom hon till Sverige 1935, och med erfarenheter från tiden på nyhetsbyrån och åren utomlands började hon arbeta vid Nya Dagligt Allehanda fram till 1938, då hon gick över till Svenska Dagbladet.
Redan i Nya Dagligt Allehanda hade Astrid Ljungström vid sidan om allmänreportagen under signaturen Attis skrivit många kåserier och krönikor om kvinnofrågor och kvinnornas situation i det Tyskland som hon själv hade erfarenhet av. Noterbart är att hon redan i början av år 1936 använder ordet ”nazism” i stället för den då gängse beteckningen ”nationalsocialism”.
Astrid Ljungström blev först anställd på Svenska Dagbladets Hem- och Hushållsredaktion. Tidningen hade vid den tiden tio kvinnliga journalister med olika specialområden och kallades ibland lite elakt för ”Svenska Dambladet”. Även här använde Astrid Ljungström det dagliga utrymmet på sidan för kvinnliga läsare till artiklar om kvinnors roll i hem och samhälle: yrkeskvinnor, kvinnor i andra länder, kvinnors betydelse för det politiska arbetet och inte minst kvinnors roll i det beredskapsarbete som höll på att byggas upp inför en väntad krigssituation. Hon skrev också en serie om 20 artiklar som innehöll en kurs i att hantera luftskydd.
Astrid Ljungström hade haft kontakter med Finland sedan barndomen, och när de ryska bomberna började falla över Helsingfors hösten 1939 bad hon att få resa dit som tidningens utsända reporter. I december samma år nådde hon fram till den finska fronten och därmed inleddes en lång karriär som utrikes- och politisk reporter. Astrid Ljungström bevakade Vinterkriget och Fortsättningskriget 1941–1944 i Finland, och tilldelades senare utmärkelsen Finlands Lejons orden för sin rapportering om den finska kampen mot sovjetisk övermakt.
Under krigsåren tog sig Astrid Ljungström också in i München och Berlin för att rapportera om de nazistiska stämningarna där, nu med politiska analyser på Svenska Dagbladets kommenterande sida ”Under strecket”. Rättegången mot Vidkun Quisling i Oslo 1945 blev en lång, daglig artikelserie på förstasidan, och under åren efter kriget reste hon runt i de ockuperade länderna för att berätta om återuppbyggnadsarbetet och denazifieringen. Efter Koreakriget gjorde hon en längre reportageresa i Fjärran Östern, som också resulterade i en bok, Korea, ofredens land, utgiven 1956, tillsammans med fotografen Anna Riwkin-Brick.
I samband med Ungernrevolten 1956 gjorde Astrid Ljungström och kollegan Kurt Andersson från Sveriges Radio ett världsscoop genom att vara de enda journalisterna på plats i Budapest när de ryska pansartrupperna intog staden. Deras rapportering användes och citerades i hela världspressen.
Som kvinna och reporter föll det också på Astrid Ljungströms lott att bevaka alla kungliga evenemang runt om i Europa, såsom bröllop, begravningar och statsbesök. Vid dessa tillfällen arbetade hon ofta sida vid sida med de stundom rivaliserande kollegorna Barbro Alving för Dagens Nyheter och Maud Adlercreutz för Aftonbladet, ibland fick de även dela både rum och skrivmaskin.
Astrid Ljungström var känd för sin paranta och eleganta uppenbarelse med många koffertar i bagaget, oavsett resmålet.
De sista åren vid Svenska Dagbladet ägnade Astrid Ljungström mer och mer åt sin ungdoms specialområde, konst och antikviteter. Efter pensioneringen år 1970 skrev hon fram till sin bortgång i tidningen Antik & Auktion, samt gav ut flera böcker i samma ämne.